# Károly Hornig
Il barone Károly Hornig von Hornburg (Buda, 10 agosto 1840 – Veszprém, 9 febbraio 1917) è stato un cardinale e vescovo cattolico ungherese.

## Biografia
Nacque a Buda il 10 agosto 1840. Ricevette la cresima nel 1853.
Fu professore di Scienze bibliche presso la Università reale di Budapest dal 1862 al 1869.
Papa Pio X lo elevò al rango di cardinale nel concistoro del 2 dicembre 1912. In quel concistoro non furono creati altri cardinali.
Partecipò al conclave del 1914 che elesse Benedetto XV.
Il 30 dicembre 1916 incoronò Carlo I d'Austria e Zita di Borbone re e regina d'Ungheria. Carlo verrà beatificato da Giovanni Paolo II nel 2004.
Morì il 9 febbraio 1917 all'età di 76 anni.

## Genealogia episcopale e successione apostolica
La genealogia episcopale è:
- Cardinale Scipione Rebiba
- Cardinale Giulio Antonio Santori
- Cardinale Girolamo Bernerio, O.P.
- Arcivescovo Galeazzo Sanvitale
- Cardinale Ludovico Ludovisi
- Cardinale Luigi Caetani
- Cardinale Ulderico Carpegna
- Cardinale Paluzzo Paluzzi Altieri degli Albertoni
- Cardinale Flavio Chigi
- Papa Clemente XII
- Cardinale Giovanni Antonio Guadagni, O.C.D.
- Cardinale Cristoforo Bartolomeo Antonio Migazzi
- Cardinale József Batthyány
- Arcivescovo Ferenc Fuchs
- Arcivescovo István Fischer de Nagy
- Vescovo József Vurum
- Vescovo František Lajčák, O.F.M.Cap.
- Cardinale Ján Krstiteľ Scitovský
- Cardinale János Simor
- Cardinale Károly Hornig

La successione apostolica è:
- Vescovo Miklós Széchenyi de Salvar-Felsovidék (1902)
- Vescovo Kálmán Kránitz (1907)
- Cardinale János Csernoch (1908)